# Арктика (ледокол, 1972)
«А́рктика» — советский атомный ледокол проекта 10520 «Арктика», головное судно этого проекта. Ледокол стал первым в истории судном, достигшим Северного полюса в надводном плавании, и вторым в мире атомным ледоколом.

## История

### Строительство
Атомный ледокол «Арктика», головной корабль серии проекта 10520, заложен 3 июля 1971 года на Балтийском заводе в Ленинграде. Спуск на воду произведён 26 декабря 1972 года. Окончание ходовых испытаний — 17 декабря 1974 года. Приём в эксплуатацию и подъём государственного флага на ледоколе — 25 апреля 1975 года.

### «Леонид Брежнев»
10 ноября 1982 года умер Леонид Ильич Брежнев. Согласно постановлению ЦК КПСС было решено увековечить его память. Есть версия, что из-за опечатки в постановлении имя было присвоено не строящемуся ледоколу, а действующему, и в период с 1982 года и до 1986 года ледокол «Арктика» носил имя «Леонид Брежнев», вместо строящегося ледокола, который впоследствии был назван «Советский Союз».

### Ледоколы типа «Арктика»
Позднее на Балтийском заводе в Ленинграде по проекту атомного ледокола «Арктика» было построено ещё 5 атомных ледоколов: «Сибирь» (1977), «Россия» (1985), «Советский Союз» (1989), «Ямал» (1992), «50 лет Победы» (2007). Все эти ледоколы относятся к ледоколам типа «Арктика».

### Капитаны ледокола «Арктика»
- Кучиев Юрий Сергеевич, 1972—1980 (1972—1975; постройка)
- Красовский Владимир Николаевич, 1976—1977
- Голохвастов Василий Александрович, 1977—1995
- Шестопалов Валерий Иванович, 1980 (лето—осень, один рейс)
- Ламехов Анатолий Алексеевич, 1981—1984
- Майнагашев Бронислав Семёнович, 1987 (ремонт — одна смена)
- Улитин Григорий Алексеевич, 1985—2003
- Баринов Александр Николаевич, 1996—2000, 2003—2009
- Куликов Владимир Семёнович, 2001—2005
- Лобусов Дмитрий Викторович, 2005—2007
- Арутюнян Владимир Грачавич, 2007—2008

2008 год — вывод ледокола из эксплуатации.
- Папко Сергей Прокопьевич, 2009—2010
- Власенко Евгений Владимирович, 2008—2011 (старший помощник капитана, и. о. капитана)

В 2011 году экипаж с ледокола снят, ледокол выведен в «холодный» отстой в ожидании утилизации.

## Службы ледокола

### Радиослужба
Для поддержания связи ледокол оснащён:
- УКВ радиотелефонной станцией;
- радиостанцией спасательных средств;
- станцией морской спутниковой связи;
- УКВ-радиотелефонной станцией с цифровым избирательным вызовом;
- радиостанцией промежуточных и коротких волн с цифровым избирательным вызовом;
- судовой земной станцией системы ГМССБ;
- спутниковым аварийным радиобуем системы ГМССБ;
- приёмником службы НАВТЕКС;
- приёмником расширенного группового вызова;
- приёмником цифрового избирательного вызова;
- приёмником КВ буквопечатающей аппаратуры;
- УКВ-аппаратурой двусторонней радиотелефонной связи.

Радиопозывным ледокола был UKTY. Позже[когда?]

 был присвоен новый позывной — UCKH, который сохранился и по настоящее время.

### Служба воздушной разведки
На ледоколе имеется возможность базирования вертолёта и лётного состава для проведения ледовой разведки.

### Медицинская служба
На ледоколе имеется медицинский блок, который включает в себя, помимо всего прочего, стоматологическую установку и операционную.

## Отдельные походы ледокола

### Поход на Северный полюс 1977 года
Поход был посвящён 60-летию Великого Октября. Впервые в истории кораблём в надводном положении был достигнут Северный полюс.

### Российско-германская высокополярная арктическая экспедиция 1998 года
4—27 июля 1998 года атомный ледокол «Арктика» осуществлял проводку немецкого научно-исследовательского судна «Поларштерн» (нем. Polarstern). Целью экспедиции являлось исследование хребта Альфа, входящего в область Центрально-Арктических поднятий Северного Ледовитого океана, восточнее хребта Ломоносова.
4 июля в Баренцевом море (приблизительно 75°30′ с. ш. 35°00′ в. д.) встретились ледокол «Арктика», вышедший 2 июля из Мурманска, и «Поларштерн», вышедшее 27 июня из Бремерхафена.

### Проводка экспедиции СП-33
В 2004 году ледокол «Арктика» проводил научно-экспедиционное судно «Академик Фёдоров», с борта которого была высажена дрейфующая станция «Северный Полюс-33».

### Последний рейс
21 августа 2008 года у ледокола закончился срок действия документов Российского морского регистра судоходства. По мнению некоторых руководителей, техническая и экономическая целесообразность дальнейшей эксплуатации ледокола отсутствует. Запас ядерного топлива в реакторах требует замены.
3 октября 2008 года была остановлена атомная энергетическая установка ледокола «Арктика».
В 2011 году экипаж с ледокола снят, ледокол выведен в «холодный» отстой в ожидании утилизации.
Судно исключено из Регистровой книги судов с 31 июля 2012 года.
Попытка сделать из списанного ледокола корабль-музей не увенчалась успехом. В декабре 2018 года корабль был отбуксирован из Мурманска в акваторию завода «Нерпа» — для дальнейшей утилизации.

## В массовой культуре
В 1977 году Почта СССР выпустила почтовый блок в честь похода ледокола «Арктика» к Северному полюсу, а в 1978 году — почтовую марку с изображением ледокола.
В приложении «Для умелых рук» к выпуску журнала «Юный техник» № 7 за 1978 год есть чертежи выкроек для постройки модели ледокола из бумаги в масштабе 1:400.
Изображение ледокола и краткая информация о нём были включены в набор открыток «Морской флот СССР», 1979 год выпуска
- Банк России, 1996 г. — Серия: 300-летие Российского флота, атомный ледокол «Арктика». 100 рублей, реверс.
- Почтовый блок СССР